# Muduva
Le muduva (ou muthavan, muduvan, autonyme, paːṇṭi naːṭṭu peːccu, le parler du pays de Pândya) est une langue dravidienne, parlée par environ 16 800 personnes.

## Les Muduvas
Les Muduvas (en) sont des Aborigènes du Sud de l'Inde. Ils font partie de populations traditionnellement appelées les « tribus des collines ».
Les Muduvas résident dans les collines de Cardamom, du district de Madurai,  et les collines d'Annamalai, dans le district de Coimbatore, situés dans le Tamil Nadu, ainsi que dans le district voisin d'Idikki, dans le Kerala.

## Phonologie
Les tableaux présentent les phonèmes vocaliques et consonantiques du muduva.

### Voyelles
|         | Antérieure | Centrale | Postérieure |
| ------- | ---------- | -------- | ----------- |
| Fermée  | i [i]      |          | u [u]       |
| Moyenne | e [e]      |          | o [o]       |
| Ouverte |            | a [a]    |             |

### Consonnes
|              |              | Bilabiales | Dentales | Alvéolaires | Alvéolaires | Alvéolaires | Rétrofl. | Vélaires |
| ------------ | ------------ | ---------- | -------- | ----------- | ----------- | ----------- | -------- | -------- |
| Centrales    | Latérales    | Bilabiales | Dentales | Palatales   |             |             | Rétrofl. | Vélaires |
| Occlusives   | Occlusives   | p [p]      | t [t]    |             |             |             | ṭ [ʈ ]   | k [k]    |
| Affriquées   | Affriquées   |            |          |             |             | c [ t͡ʃ ]    |          |          |
| Fricatives   | Fricatives   | v [v]      |          |             |             |             |          |          |
| Nasales      | Nasales      | m [m]      |          | n [n]       |             |             | ṇ [ɳ]    | ṅ [ŋ]    |
| Liquides     | Liquides     |            |          |             | l [l]       |             | ḷ [ɭ ]   |          |
| Roulées      | Roulées      |            |          | r [r]       |             |             |          |          |
| Semi-voyelle | Semi-voyelle |            |          |             |             | y [ j]      |          |          |

## Sources
- (en) S. Sakthivel, 1978, Muduva Dialect, Annamalainagar, Annamalai University.